# Pero aeniasaria
Pero aeniasaria är en fjärilsart som beskrevs av Walker 1860. Pero aeniasaria ingår i släktet Pero och familjen mätare. Inga underarter finns listade i Catalogue of Life.